# Barskoje (rejon wołogodzki)
Barskoje (ros. Барское) – wieś w Rosji, w rejonie wołogodzkim obwodu wołogodzkiego. W 2021 r. liczyła 1 mieszkańca.